# Certificat d'immigration
Un certificat d'immigration est un document administratif, établi par l'Agence juive pour l'immigration en Palestine, à l'époque du mandat britannique.

## Genèse
Les Britanniques établissent dans un livre blanc un nombre maximal de personnes pouvant immigrer en Palestine, soit 75 000 sur la période 1939-1945. Pour contrôler le nombre d'entrée, un certificat est alors nécessaire,,. Il est délivré par l'Agence juive au nom des autorités britanniques. En vertu d'un accord international, les détenteurs d'un certification d'immigration sont considérés comme des citoyens britanniques.

### Articles scientifiques
- (de) Alexander Schölch, « Das Dritte Reich, die zionistische Bewegung und der Palästina-Konflikt », Vierteljahrshefte für Zeitgeschichte, vol. 30, no 4,‎ 1982, p. 646–674 (lire en ligne).